# Anne Churchill
Lady Anne Churchill (27 febbraio 1683 – 15 aprile 1716) è stata una nobile britannica, contessa di Sunderland, attraverso il suo matrimonio con Charles Spencer, III conte di Sunderland. Ebbe l'incarico di Lady of the Bedchamber della regina Anna dal 1702 al 1712.

## Famiglia
Era la seconda figlia di John Churchill, primo duca di Marlborough e Sarah Churchill, duchessa di Marlborough. In quanto suo padre era stato creato principe sovrano dall'imperatore Giuseppe I, Anna fu anche principessa del Sacro Romano Impero nel Principato di Mindelheim.

## Matrimonio
Sposò il 2 gennaio 1700, Charles Spencer, III conte di Sunderland, ed ebbero cinque figli:
- Robert Spencer, IV conte di Sunderland (24 ottobre 1701 - 27 novembre 1729).
- Anne (1702 - 19 febbraio 1769), sposò William Bateman, I visconte Bateman.
- Charles Spencer, III duca di Marlborough (22 novembre 1706 - 20 ottobre 1758).
- John Spencer (13 maggio 1708 - 19 giugno 1746). Padre di John Spencer, I conte Spencer.
- Diana Spencer (1710 - 27 settembre 1735) Sposò John Russell, IV duca di Bedford.

Il suo nome da sposata divenne Lady Spencer.
Come risultato del suo matrimonio, Lady Anne Churchill fu designata come Contessa di Sunderland il 28 settembre 1702, ma non deve essere confusa con la suocera Anne Digby, anche lei chiamata Anne Spencer, Contessa di Sunderland. Il titolo di Duca di Marlborough passò dalla sorella maggiore Henrietta a suo figlio Charles.
Tra i suoi discendenti si annoverano Sir Winston Churchill e Diana, principessa del Galles.

## Morte
Morì all'età di 33 anni, e fu sepolta il 24 aprile 1716 a Brington, Northamptonshire.